# 今井千尋
今井 千尋（いまい ちひろ、2000年10月30日 - ）は、ばんえい競馬の騎手で元厩務員。実父である今井茂雅調教師の厩舎所属で、母・みどりと姉・果歩は同厩舎の厩務員。

## 来歴
北海道新十津川町でばんえい競馬の元騎手で調教師の今井茂雅の次女として生まれる。幼少期は実家のポニーに自分で小さなそりをつけて練習させ、姉の果歩と草ばん馬大会に参加し、小学5年生の時には帯広競馬場で開かれたポニーばん馬競走「第2回リトルダービー」で優勝。中学時代にJRAの騎手を目指したが厳しい体重制限を知り断念、馬術部のある静内農業高等学校に進学するもホームシックになってしまい退学。父の厩舎で厩務員をしていたなかで、レースで活躍する騎手の姿を見て騎手を目指し、16歳で初めて受験するも不合格。
2022年11月11日、6回目の騎手試験で念願の合格を果たし、竹ケ原茉耶以来18年ぶりとなるばんえい競馬史上4人目の女性騎手。また11年ぶりの複数騎手同時合格でもあり、同期は同厩舎の中村太陽とばんえい競馬史上最年長の新人騎手になる小野木隆幸。同年12月10日、帯広競馬1Rでカタミミに騎乗しデビュー。翌11日の帯広競馬9Rで厩務員時代に担当していたホクセイサクラコに騎乗し1着となり、3戦目で初勝利を挙げる。
2023年11月6日、帯広競馬8Rでホクセイサクランボに騎乗し1着となり、帯広市、旭川市、岩見沢市、北見市の4市で持ち回り開催していたばんえい競馬が帯広市単独開催となった2007年以降の最短記録である金田利貴の持つ395日を更新する332日での地方競馬通算100勝を773戦目で達成した。同年地方競馬における女性騎手最多勝となる103勝を挙げて、2020年の宮下瞳以来、史上2人目となる国内の女性騎手による年間勝利数100勝を達成した。
2024年11月1日、帯広競馬2Rでホクセイキンタローに騎乗し1着となり、地方通算200勝を達成。
2025年3月16日、ばんえい競馬最高峰のレース、ばんえい記念に出走予定のキンツルモリウチに騎乗予定だったが競走除外となり、ばんえい記念で史上初の女性騎手の騎乗はお預けとなった。

## 表彰
- ばんえいアワード2022特別賞
- ばんえいアワード2023特別賞
- 2023年NARグランプリ優秀女性騎手賞

## 人物
- 勝負服は、父が騎手時代に着ていた水色、白山形一本輪にしようとしたが父から反対され、好きな馬のデアリングタクトがよく似た水色、白山形二本輪であったためデザインを合わせた[4][7]。
- 尊敬する騎手は同じばんえい競馬の鈴木恵介[5]と憧れであるJRAの武豊[3]。
- ラッキーアイテムとして小樽市にある「アイランドスピリット」の青いペンダントと、弟にもらったヘアゴムをレース時に必ず着用[2]。